# Jiangxisaurus
Jiangxisaurus is een geslacht van theropode dinosauriërs, behorend tot de Maniraptora, dat tijdens het late Krijt leefde in het gebied van het huidige China. De enige benoemde soort is Jiangxisaurus ganzhouensis.

## Vondst en naamgeving
In het begin van de eenentwintigste eeuw werd tijdens het afgraven van een rotswand in een steengroeve bij Longling te Nankang nabij Ganzhou in het zuiden van de provincie Jiangxi het skelet blootgelegd van een theropode.
In 2013 werd de typesoort Jiangxisaurus ganzhouensis benoemd en kort beschreven door Wei Xuefang, Pu Hanyong, Xu Li, Liu Di en Lü Junchang. De geslachtsnaam verwijst naar Jiangxi. De soortaanduiding verwijst naar de herkomst bij Ganzhou.
Het holotype, HGM41HIII0421 is gevonden in een rode zandsteenlaag van de Nanxiongformatie die dateert uit het late Krijt. Het bestaat uit een gedeeltelijk skelet met schedel, gevat in twee steenbrokken, waarvan grotendeels de onderste achterkant ontbreekt doordat die bij de mechanische graafwerkzaamheden vernietigd werd. Bewaard zijn gebleven: een gedeeltelijke schedel, de onderkaken, acht halswervels, drie ruggenwervels, negen voorste staartwervels, negen ribben, twee chevrons, een schoudergordel, twee borstbeenderen, vier borstribben, de linkervoorpoot, behalve de kootjes van de tweede en derde vinger op twee na, een stuk van het darmbeen van het bekken en een stuk van het zitbeen. Het skelet lag gedeeltelijk in verband en is, hoewel niet extreem platgedrukt, niet volledig uitgeprepareerd. Het betreft een onvolwassen exemplaar. Het maakt deel uit van de collectie van het Henan Geological Museum.

## Beschrijving

### Grootte en onderscheidende kenmerken
Jiangxisaurus is een middelgrote oviraptoride van ongeveer anderhalf à twee meter lengte, afhankelijk van hoe sterk het dier nog uitgroeide.
De beschrijvers wisten enkele onderscheidende kenmerken vast te stellen. De voorste samengroeiing van de onderkaken buigt maar weinig naar beneden. Het surangulare van de onderkaak heeft een langwerpige en holle buitenzijde. De hele onderkaak is sterk langwerpig, met een lengte die vijfmaal de hoogte bedraagt. Het spaakbeen heeft 70% van de lengte van het opperarmbeen.

### Skelet

#### Schedel en onderkaken
De schedel heeft een lengte van ongeveer vijftien centimeter. Het cranium is van onderaf zichtbaar zodat de bovendelen niet goed kunnen worden waargenomen. De oogkas is groot en rond met een doorsnede van drieënveertig millimeter. Het jukbeen is T-vormig met een opgaande tak die haaks staat op het hoofdlichaam. Een groeve op het buitenste ondereinde van het quadratum wijst op een gewrichtscontact met het quadratojugale. Het verhemelte is beter waarneembaar. In zijaanzicht is de voorste tak van het os pterygoides hol, de achterste tak bol. De tak van het os pterygoides naar het verhemeltebeen toe is robuust gebouwd en sluit zowel naar voren als bezijden aan bij het os ectopterygoides, twee dikke beenbalken vormend in de lengterichting die gescheiden zijn door lange nauwe spleet.
De onderkaak, dertien centimeter lang, is tandeloos. De onderkaken vormen samen een vergroeide U-vormige mandibula. Hun vergroeiingsvlak vooraan is tamelijk kort met een lengterichting van tweeëntwintig millimeter. De voorkant van de mandibula is licht omlaag gebogen en heeft een bolle snijrand, die, getuige de vele putjes die wijzen op een hoornschacht, bij leven voorzien was van een ondersnavel. Het zijvenster van de onderkaak, vijfentwintig millimeter lang en hoog, steekt ver naar voren in het dentarium uit. Het surangulare heeft een ondiepe lengtegroeve op de buitenste zijkant. Het angulare is nauw en langgerekt. Het onderste kaakgewricht wordt helemaal gevormd door het articulare; het is rond in bovenaanzicht en licht bol in de lengterichting.
Het tongbeen, zes centimeter lang, is slank en langgerekt.

#### Postcrania
De nek heeft een bewaarde lengte van eenentwintig centimeter. De draaier heeft een hoge wervelboog. De overige halswervels zijn niet sterk verlengd en verschillen niet veel in lengte. Hun voorste facetten zijn van onderen bezien tweemaal ze breed als hun achterste. Hun onderkanten zijn matig hol. De eerste drie halswervels hebben pleurocoelen op hun zijkanten. De voorste werveluitsteeksels steken ver uit, tot het midden van de voorgaande wervel, maar de achterste werveluitsteeksels reiken niet verder dan de achterzijde van de eigen wervel. De epipofysen zijn matig groot. De bewaarde ruggenwervels zijn tamelijk kort. De ribben zijn slank en zwak gebogen. De wervels van de staartbasis zijn kort en breed. Ze hebben een pneumatische opening op de onderzijde van de basis van de zijuitsteeksels.
De borstbeenderen zijn langgerekte ovalen met een breedte van veertien centimeter. Ze hebben een afgeschuinde voorkant en vier sternale ribben aan iedere zijkant. Bij het holotype was de laatste rib vergroeid, een teken dat het niet om een heel jong exemplaar gaat.
In de schoudergordel zijn het schouderblad en het ravenbeksbeen niet vergroeid. Het schouderblad is lang met een gebogen schacht. Het ravenbeksbeen is kort en breed met een rechthoekig profiel. Het wordt doorboord door een groot, hoog gelegen, foramen, iets verder dan de middenlijn naar voren gelegen. Er is een afgeronde bult op de binnenzijde. Het uitsteeksel op de onderste achterhoek steekt zwak naar achteren.
Het opperarmbeen, 136 millimeter lang, is in vooraanzicht vrijwel recht. Het heeft een goed ontwikkelde deltopectorale kam waarvan het hoogste punt de grootste breedte van het opperarmbeen vertegenwoordigt, met zes centimeter viermaal zo breed als het smalste punt van de schacht. Het onderste uiteinde van het opperarmbeen is verbreed en afgerond. De onderarm heeft ongeveer 70% van de lengte van de bovenarm en is slanker gebouwd. De ellepijp heeft een lengte van vijfennegentig millimeter en een breedte van twaalf millimeter; bij het spaakbeen bedragen die maten respectievelijk zesennegentig en acht millimeter. Het spaakbeen is verweerd en de lengte is slechts een schatting; als zij correct is, heeft Jiangxisaurus het relatief langste spaakbeen van alle oviraptoriden. De ellepijp is recht met platte gewrichtsvlakken en een veel sterker verbreed onderste dan bovenste uiteinde. Het spaakbeen heeft overdwars een ronde doorsnede.
De polsbeenderen zijn slechts fragmentarisch aanwezig en enige bijzonderheden konden niet worden vastgesteld.
Het eerste, tweede en derde middenhandsbeen hebben een lengte van respectievelijk vijfentwintig, vijfenveertig en vijfendertig millimeter. Het eerste middenhandsbeen is robuust met vooral een verbreed onderste uiteinde. De eerste vinger is de meest robuust en breed, met een eerste kootje van drie centimeter lang en één centimeter dik, en draagt een grote klauw die sterk gekromd en afgeplat is met een zwak ontwikkelde bult als aanhechting voor de pees van de krommende spier. De kromming maakt een boog van 120°. Het tweede middenhandsbeen is staafvormig. De tweede bewaarde vingerkootjes zijn wellicht de voorlaatste van de tweede en derde vinger. De tweede en derde handklauwen zijn onbekend.
Bij de fragmentarische bekkendelen zijn geen details waarneembaar.

## Fylogenie
Jiangxisaurus is door de beschrijvers in de Oviraptoridae geplaatst. Een cladistische analyse werd nog niet uitgevoerd, dus het was niet mogelijk de positie in de stamboom exacter te bepalen.